# 187981 Soluri
187981 Soluri è un asteroide della fascia principale. Scoperto nel 2001, presenta un'orbita caratterizzata da un semiasse maggiore pari a 2,5910500 au e da un'eccentricità di 0,1088115, inclinata di 0,82493° rispetto all'eclittica.